# Poldertje van R.J. van Til
Het Poldertje van R.J. van Til is een voormalig waterschap in de Nederlandse provincie Groningen.
Van het waterschap is niet meer bekend dan dat het wordt genoemd in de Beschrijving molenpolders Westerkwartier en dat het ten zuiden van de Kleine Oostwolderpolder lag. De beschrijving van de ligging roept vragen op, want de Kleine Oostwolderpolder lag tegen de provinciegrens aan, met andere woorden een poldertje ten zuiden zal in Drenthe liggen en daarmee niet in het Westerkwartier.
Waterstaatkundig gezien ligt het gebied SINDS 1995 binnen dat van het waterschap Noorderzijlvest.